# Служиві люди

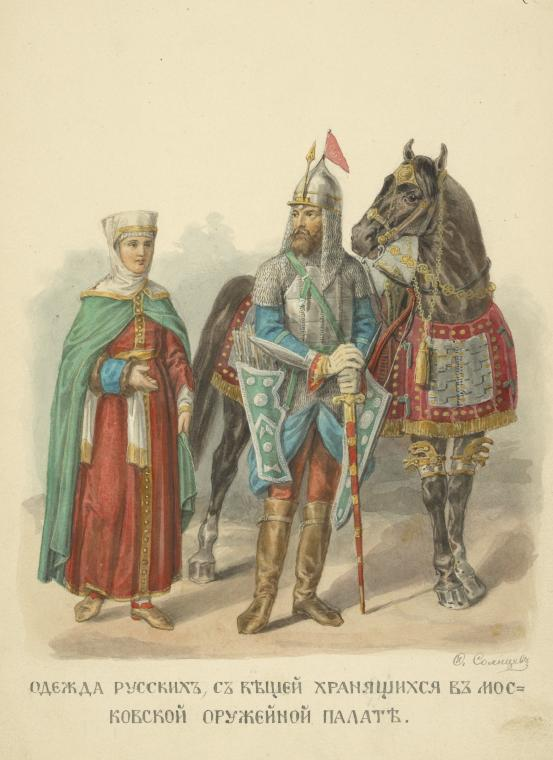
Праворуч — воїн помісної кінноти. Реконструкція Федіра Солнцева на основі предметів із зібрання Збройової палати, 1869

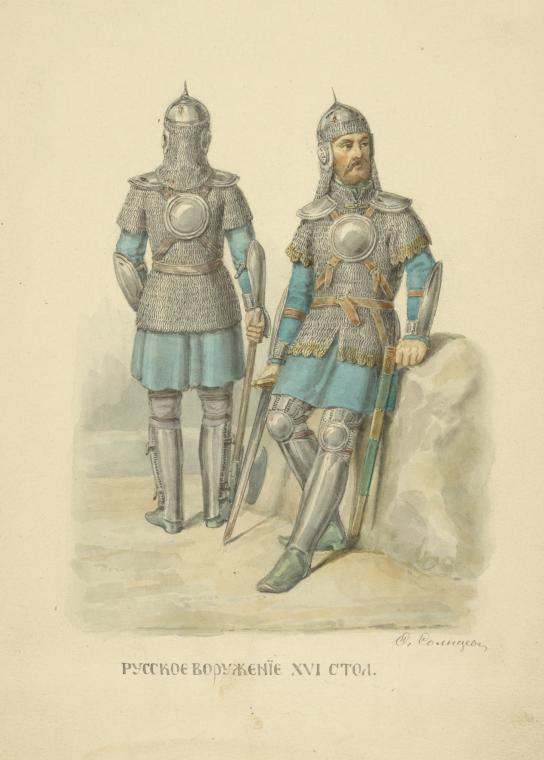
Російське озброєння XVI сторіччя. Малюнок Ф. Г. Солнцева, 1869

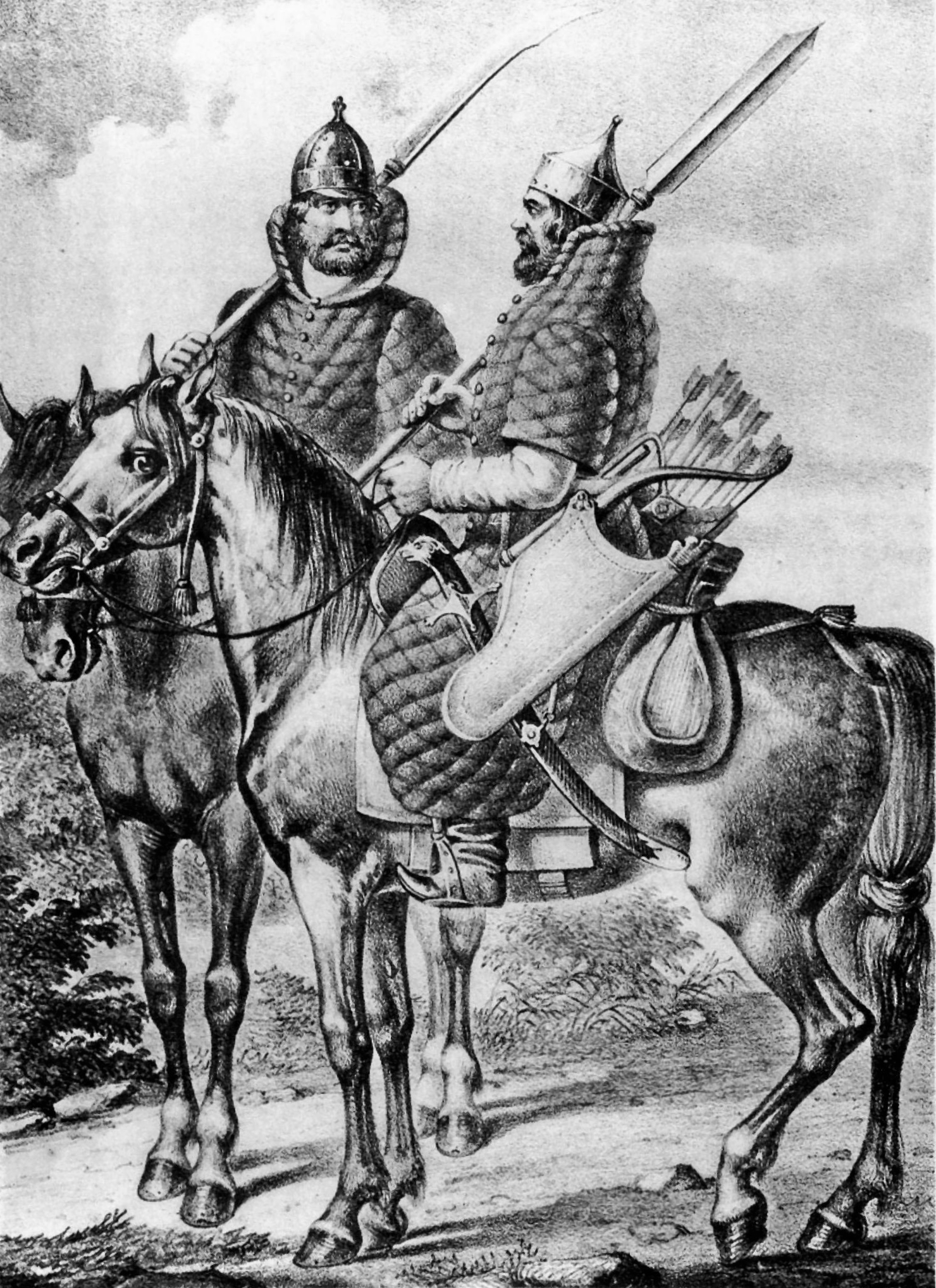
Ратники в тегиляях й залізних шапках.

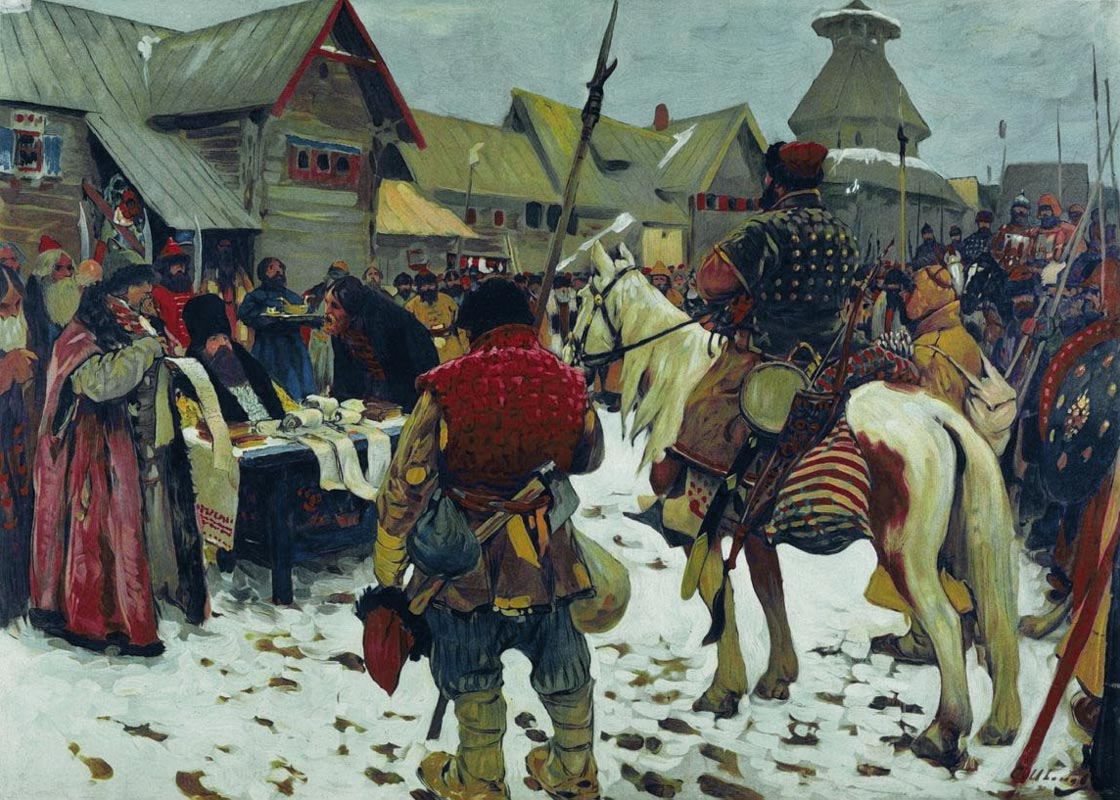
Огляд служивих людей. Картина Сергія Іванова, не пізніше 1907.

Служиві люди — в Росії XIV—XVIII сторіч загальна назва осіб, зобов'язаних нести військову або адміністративну службу на користь держави.
У літературі зустрічаються й інші назви:
- вільні слуги,
- государеві люди,
- послуживці,
- ратники,
- ратні люди.

## Історія
Московське військо (Рать) у кінці XV — першій половині XVII сторіч комплектувалося усіма служивими людьми держави, що несли військову службу особисто, безстроково й становили помісну дворянську кінноту (помісне військо).
Вони поділялися на:
- московських служивих людей, так в джерелах кінця XVI сторіччя повідомляють про розрядні (українські) служби московських служивих людей: «А українським воєводам у всіх українських містах государ велів стояти за своїм місцем за колишньою розпису і в схід їм бути за колишнього розпису за полком; а як буде прихід військових людей на государеві україни, і государ велів бути в передовому в українському полку»;
- міських (городових) служивих людей (міська шляхта і боярські діти, записувалися на військову службу в містах (калужани, володимирці, єпіфанці та інші), становили міські шляхетські (городові дворянські) кінні сотні зі своїми головами та іншими начальниками).

Служиві люди в Московському царстві ділилися на категорії:
- служиві «за вітчизною» (за обов'язком), до них відносилися московські чини, міська шляхта й боярські діти, що несли особистий поземельний обов'язок й служили за свій кошт «сотенну службу» (найвидатні й найзабезпечені), або за платню в «рейтарському ладі», найбільш родовиті люди з числа рейтарів виокремлювалися у гусари (тільки у Новгородському розрядному полку) та списоборці (рос. копейщики);
- служиві «за прибором» (вибір, відбір), до них належали стрільці, козаки, гармаші (пушкарі), затинщики, пищальники та інші, що несли постійну службу за платню грішми, хлібом, сіллю, тканиною та іншим;
- служиві «за призовом», тимчасові службовці у воєнний час за наказом (призовом), до яких відносилися селяни за певною пропорцією — так званих «даточних людей»;
- церковних служивих людей;
- бойових холопів або послуживців.
- «ясачних людей»

### Служиві люди «за вітчизною»
Служба в основному передавалася від батька до сина. До цієї категорії належали бояри, окольничі, стольники, боярські діти, мурзи й служиві татари, литва дворова, служиві чуваші, служива мордва, марійці й удмурти, корельські діти, сіврюки, дворяни, думні дяки, мешканці, городові козаки та інші.
Вони вважалися привілейованим станом, володіли землею (за вотчинним, «четвертним» або помісним правом) та селянами. За службу отримували грошову або помісну платню, титули та інші винагороди.

### Служиві люди «за прибором»
Набиралися з представників податних станів, особисто з вільних. Насамперед це стрільці, що підпорядковувалися Стрілецькому приказу.
Стрілецькому приказу підпорядковувалася й велика частина городових козаків. Це можна пояснити відсутністю чіткої різниці в службі городових козаків й стрільців. Вони були озброєні пищалями, але коней для служби не мали. Частина козаків підпорядковувалася Козацькому приказу. Таких козаків з отаманами й осавулами було небагато.
Згодом служба «за прибором» також перетворилася на спадкову. Діти стрільців ставали стрільцями, діти козаків — козаками. Специфічною групою населення були стрілецькі та козацькі діти, племінники й бобилі. Ця група утворилася поступово, коли всі місця в належному числі городових козаків або стрільців були вже зайняті, але походження зобов'язувало цих людей служити в "приборових людях". Держава не вважала їх за повноцінне військо, але в кошторисні списки за місцями вони записувалися. Стрілецькі та козацькі діти, племінники й бобилі мали на озброєнні рогатини й «слугували пішки».
Існували й більш дрібні служиві одиниці: гармаші, затинщики, ямщики, жолдаки, воротники, казенні ковалі, товмачі, розсильні (гінці), тесляри, містники, засічні сторожи й ямські мисливці. Кожна з категорій мала свої функції, але в цілому вони вважалися нижче стрільців або козаків. Містники й сторожи згадуються далеко не у всіх містах. У Коротояці й Сургуті серед місцевих служивих людей були й місцеві кати.
Служиві люди «за прибором» рідко залучалися до полкової службі. Вони займалися городництвом, ремеслом, торгівлею, промислами. Всі служиві люди «за прибором» платили до городової скарбниці хлібні податі на випадок осадного часу.
У XVII сторіччі в розряд служивих людей «по прибору» були додані рядові військовослужбовці полків «нового ладу» — мушкетери, рейтари, драгуни, солдати, а також орні солдати й драгуни.

### Служиві люди «за призовом»
У воєнний час за наказом (призовом) царя, в критичні моменти для держави, тимчасово призовалися для служби селяни згідно певній пропорції — так звані «даточні люди».
|  | При утворенні централізованої держави народне ополчення було ліквідовано великокнязівської владою. Князь залучав народні маси до військової служби лише у випадку серйозної військової небезпеки, регулюючи розміри й характер цієї служби на свій розсуд (посошна рать). |

«Ясачні люди» несли також й військову службу. Під час воєн від трьох ясаків призовали до армії одного воїна. У походах підрозділи ясачних воїнів сотні очолювали князі (сотники) й тархани.

### Церковні служиві люди
Четверту, особливу й досить численну категорію, становили церковні служиві люди (патріарші дворяни, боярські діти, стрільці, розсильні та інші), що прийняли послух або постриг (чернецтво), утримувалися й озброювалися за рахунок церкви й підпорядковувалися Московському патріарху й вищим ієрархам (митрополитам, архієпископам, архимандритам) Московської православної церкви.
За свідченням сучасників, патріарх Никон, «за потребою» міг «виставити на поле» до 10 тисяч осіб. Патріарші стрільці, наприклад, охороняли патріарха й були особливою внутрішньоцерковною «поліцією нравів», що стежила за поведінкою священнослужителів. «Патріарші стрільці постійно обходять місто, — писав архідиякон Антіохійської Православної церкви Павло Алепський, що побував у Москві, — і як тільки зустрінуть священика або ченця нетверезого, негайно беруть його у в'язницю й піддають всякій нарузі...».
Патріарші стрільці були подобою церковної інквізиції — вони займалися розшуком й арештами людей, запідозрених у єресі, або чорнокнижжі, а після церковної реформи 1666 року й старообрядців, в тому числі протопопа Авакума й боярині Морозової. «Патріарші стрільці схопили бояриню за ланцюг, збили на підлогу й поволокли геть з палати униз по сходах, перелічуючи головою нещасної дерев'яні сходи...». Патріарші стрільці ходили московськими церквами та домівками, й вилучивши «неправильні» ікони, приносили їх патріарху Никону, що прилюдно ламав їх, кидаючи на землю.
Церковні служиві люди залучалися і до державної служби. У кінці XVI й на початку XVII сторіч сторожову службу охорони південного прикордоння Московського царства разом з козаками несли й «люди рязанського володаря».
Численні монастирі-фортеці — Новодівочий монастир, Донський монастир, Симонов монастир, Новоспаський монастир, Новоєрусалимський монастир, Ніколо-Пешношський монастир, Висоцький монастир, Спасо-Євфиміїв монастир, Боголюбський монастир, Богоявленсько-Анастасіїн монастир, Іпатіївський монастир, Толзький монастир, Ростовський Борисоглібський монастир, Жовтоводський Макаріїв монастир, Спасо-Прилуцький монастир, Кирило-Білозерський монастир, Соловецький монастир, Пафнутьєво-Боровський монастир, Псково-Печерський монастир, Савино-Сторожевський монастир, Іосифо-Волоцький монастир, Троїце-Сергієва лавра та інші мали потужну артилерію, високі стіни з вежами й численні залоги з ченців-воїнів, були здатні витримати тривалу облогу й грали ключову роль в обороні Московського царства. Свято-Троїцький Борщевський монастир, одна з найпотужніших фортець Білгородської лінії, було засновано в 1615 році донськими козаками, та Борщев будувалися саме для отаманів й козаків, «котрі з них постригаються й, котрі з них поранені й каліки у тому монастирі будуть».

### Бойові холопи (послуживці)
П'яту категорію складали бойові холопи (послуживці) — озброєні слуги, що належали до розряду невільного населення. Існували у Московському царстві у XVI—XVIII сторіччях, становили озброєну свиту й особисту охорону великих й середніх землевласників й несли військову службу в помісному війську разом з дворянами й «боярськими дітьми».
Послуживці займали проміжне соціальне становище між дворянством й селянами. У порівнянні з абсолютно безправними орними й дворовими холопами цей прошарок користувався значними привілеями. Починаючи з другої половини XVI сторіччя серед бойових холопів все частіше почали з'являтися розорені «боярські діти» й забраковані за царського верстання «новики», для яких вступ на службу в боярську свиту, навіть ціною волі, було єдиною можливістю зберегти свою належність до військового стану. У різні роки чисельність бойових холопів коливалася від 15 до 25 тисяч чоловік, що становило від 30 до 55 % загальної чисельності всього помісного війська.
У XIX сторіччі слово зберігалося у формі «служивий» як звернення до солдатів або до інших нижчих військових чинів.

### Опричники
Опричники по суті також були особливим різновидом "служивих людей".
Опричники були особистим військом Івана IV, термін «опричний» має значення «особливий» й з'явився набагато пізніше. У часи Івана IV їх називали «государевими людьми». Набиралися переважно з відданих бояр, дворян й князів, присягали особисто царю й жили на окремих землях. Винятково дворянський склад опричнини (як титулованої, так й нетитулованої) й принесення особистої присяги голові конгрегації дозволяє говорити про опричнину як про орденське утворення — військово-чернечий або військово-політичний "Орден Опричників".